# John Mitchum
John Mitchum (født 6. september 1919, død 29. november 2001) var en amerikansk skuespiller og musiker. Han var født i Bridgeport, Connecticut, som søn af Ann Harriet Mitchum (født Gunderson) og James Thomas Mitchum: Faderen blev dræbt ved en togulykke syv måneder, før John Mitchum blev født. Han var lillebror til Julie Mitchum og Robert Mitchum. Han medvirkede i rollen som Frank DiGiorgio i de tre første Dirty Harry-film med Clint Eastwood i hovedrollen. Mitchum var ved siden af skuespillerkarrieren forfatter, poet, sanger og guitarist. En biografi om ham og broderen Robert blev udgivet i 1998, med titlen Them Ornery Mitchum Boys. John Mitchum døde af et hjerteanfald i en alder af 82 år.

## Karriere
Hans første optræden på filmlærredet var i 1951 i "Flying Leathernecks". I 1958 medvirkede han i to episoder af CBS's krimidrama Richard Diamond, Privatdetektiv med David Janssen i hovedrollen.
Den 15. september 1959, medvirkede Mitchum i den første episode "Stage Stop" i NBC's Laramie, en Western serie.
Mitchum fik i 1960 rollen som "Pickalong", i ti episoder af en anden NBC western, Riverboat, ligesom han medvirkede i The Rebel og en anden western Tombstone Territory.
Fra 1965 to 1967 havde Mitchum rollen som "Trooper Hoffenmueller" i elleve episoder i ABC's krigsfilmserie F Troop, med Forrest Tucker, Larry Storch og Ken Berry i andre betydende roller.
Mitchum havde haft roller i flere film med hans mere berømte bror Robert i hovedrollerne inden han fik sin mest markante rolle som den venlige og storspisende Inspector Frank DiGiorgio i de tre første Dirty Harry film. Mitchum var en af blot fire skuespillere, der medvirkede i mere en en af filmene i denne serie. De andre var Clint Eastwood, Harry Guardino og Albert Popwell).
Han komponerede "America, Why I Love Her", som John Wayne indspillede på sit hyldestalbum til USA.

## Filmografi
- The Devil's Sleep (1949)
- Rodeoens helte Engelsk titel The Lusty Men (1952)
- Dødens ryttere (1963) Engelsk titel Cattle King (1963)
- El Dorado (1966)
- Vejen mod vest Engelsk titel: The Way West (1967)
- Bandolero! (1968)
- Når guldfeberen raser Engelsk titel: Paint Your Wagon (1969)
- Chisum (1970)
- Bigfoot (1970)
- Chandler (1971)
- Dirty Harry (1971)
- Do Not Fold, Spindle, or Mutilate (1971)
- En fremmed uden navn Engelsk titel: High Plains Drifter (1973)
- Dirty Harry går amok  Engelsk titel Magnum Force (1973)
- Fort Humboldt Engelsk titel: Breakheart Pass (1975)
- Øje for øje Engelsk titel The Outlaw Josey Wales (1976)
- Pipe Dreams (1976)
- Dirty Harry renser ud Engelsk titel The Enforcer (1976)
- Telefon (1977)
- Jake Spanner, Private Eye (1989)

## Eksterne links
- John-Mitchum.com  Arkiveret 4. marts 2016 hos  Wayback Machine
- John Mitchum på Internet Movie Database (engelsk)
- John Mitchum på Svensk Filmdatabas (svensk)
- John Mitchum på AlloCiné (fransk)
- John Mitchum på AllMovie (engelsk)
- John Mitchum på The Movie Database (engelsk)
- John Mitchum på Find a Grave (engelsk)